# NGC 2979
NGC 2979 je galaksija u zviježđu Sekstantu.

## Vanjske poveznice
- SEDS: NGC 2979